# Samuel Smith's (броварня)
Samuel Smith's Old Brewery (також відома за назвами Samuel Smith's та Sam Smith's) — незалежна британська броварня, яка знаходиться в місті Тедкастер, Північний Йоркшир, Англія. Це одночасно найстаріша броварня в Йоркширі, і єдина збережена незалежна броварня міста Тедкастер.

## Історія

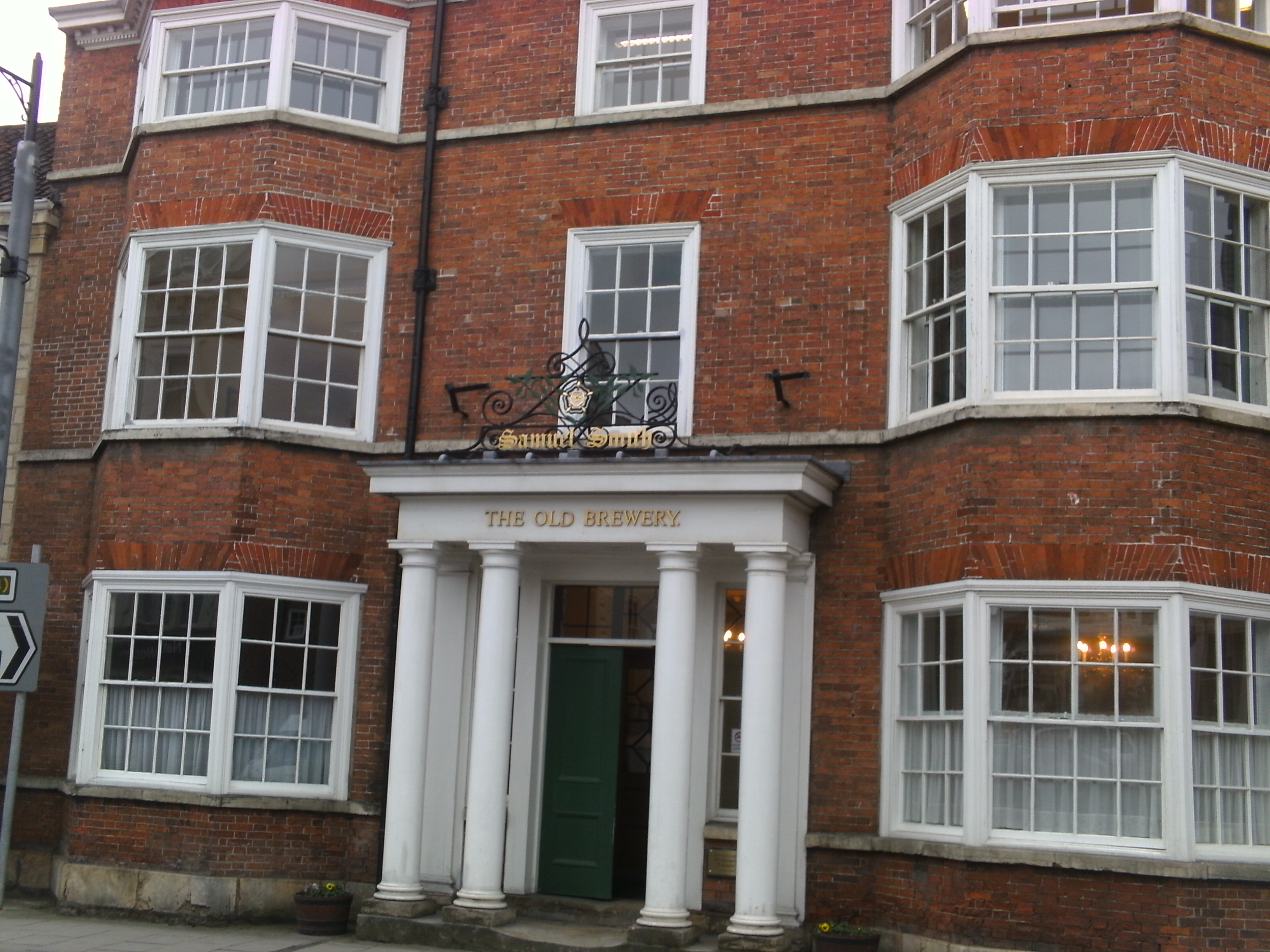
Будівля броварні

Samuel Smith's Old Brewery була заснована в 1758 році і носить ім'я місцевого пивовара Самуеля Сміта.
Броварня оперує 300 пабів, більшість з яких, розташована в постіндустріальних міських районах на півночі Англії. Дві третини з цих пабів розливають виключно пиво Самуеля Сміта.

## Асортимент продукції
- «Pure brewed organic lager»
- «Organic Pale Ale»
- «Nut Brown Ale»
- «Taddy Porter»
- «Samuel Smith's Oatmeal Stout»
- «Samuel Smith's Organic Chocolate Stout»
- «Samuel Smith's India Ale»
- «Samuel Smith's Imperial Stout»
- «Organic Cider»
- «Yorkshire Stingo»
- «Winter Welcome Ale»

### Organic Fruit Beer
- «Organic Cherry Fruit Beer»
- «Organic Strawberry Fruit Beer»
- «Organic Raspberry Fruit Beer»
- «Organic Apricot Fruit Beer»